# Medalha Henry Marshall Tory
A  Medalha Henry Marshall Tory, instituída em 1941, é uma distinção concedida pela Sociedade Real do Canadá  para a pesquisa relevante  no domínio da  astronomia, da química,  da matemática, da física, ou de uma ciência correlata, realizada principalmente nos oito anos que precedem a data da concessão.
A distinção foi estabelecida em homenagem à Henry Marshall Tory  (1864-1947), fundador da Universidade de Colúmbia Britânica, da Universidade de Alberta, da Universidade Carleton e presidente da Sociedade  em 1939-1940. Em 1947, quando do seu falecimento,  H. M. Tory  doou fundos para financiar a medalha.
A concessão, uma medalha de prata chapeada de ouro,  é conferida a cada dois anos  se houver um candidato  que preencha os requisitos. 

## Laureados[1]
- 1943 - John Lighton Synge
- 1944 - Frank Allen
- 1945 - Otto Maass
- 1946 - John Stuart Foster
- 1947 - Eli Franklin Burton
- 1949 - Harold Scott MacDonald Coxeter
- 1951 - Thorbergur Thorvaldson
- 1953 - Gerhard Herzberg
- 1955 - Edgar William Richard Steacie
- 1957 - Carlyle Smith Beals
- 1959 - Henry George Thode
- 1961 - R. M. Petrie
- 1963 - Harry Lambert Welsh
- 1965 - Henry E. Duckworth
- 1967 - Israel Halperin
- 1969 - William George Schneider
- 1971 - Harold Elford Johns
- 1973 - Bertram Neville Brockhouse
- 1975 - William Thomas Tutte
- 1977 - John Charles Polanyi
- 1979 - Nathan S. Mendelsohn
- 1981 - Alexander Edgar Douglas
- 1983 - Ronald J. Gillespie
- 1985 - Keith U. Ingold
- 1987 - Keith J. Laidler
- 1989 - Boris P. Stoicheff
- 1991 - Willem Siebrand
- 1993 - Albert E. Litherland
- 1995 - Juan C Scaiano
- 1997 - James Greig Arthur
- 1999 - James K.G. Watson
- 2001 - John Bryan Jones
- 2003 - Paul Corkum
- 2005 - David J. Lockwood
- 2007 - George Albert Sawatzky
- 2009 - John Richard Bond
- 2011 - Arthur Bruce McDonald
- 2013 - Douglas W. Stephan
- 2015 - Julio Navarro[2]